# لاف لايف!
لاف لايف! (باليابانية: ラブライ ブ!، بالروماجي: Rabu Raibu!) (بالإنجليزية: Love Live!) هي سلسلة مانغا يابانية من تأليف ساكوراكو كيمينو ورسم أرومي توكيتا، نشرت من قبل آسكي ميديا وركس منذ يناير 2012. أنتجت إلى مسلسل أنمي تلفزيوني من قبل استوديو سنرايز، عرض الأنمي في 6 يناير عام 2013 واستمر عرضه حتى 29 يونيو عام 2014، وتكون من 26 حلقة.

## القصة
تدور أحداث القصة عن هونوكا كوساكا هي طالبة في السنة الثانية في المدرسة الثانوية، في بداية العام الدراسي أخبرت مديرة المدرسة الطلاب بأن المدرسة ستغلق في العام المقبل بسبب قلة الطلاب الجدد، فتقرر هونوكا إنقاذ مدرستها من الإغلاق مع مجموعة من صديقاتها، عن طريق تشكيل فرقة آيدول اسمها ميوزو ويشاركن في مسابقة لاف لايف من أجل إنقاذ مدرستهن.

## الشخصيات

### الشخصيات الرئيسية
هونوكا كوساكا (باليابانية: 高坂 穂乃果، بالروماجي: Kōsaka Honoka)
أداء صوتي: إيمي نيتا
إيلي أياسي (باليابانية: 絢瀬 絵里، بالروماجي: Ayase Eri)
أداء صوتي: يوشينو نانجو
كوتوري مينامي (باليابانية: 南 ことり، بالروماجي: Minami Kotori)
أداء صوتي: أيا أوتشيدا
أومي سونودا (باليابانية: 園田 海未، بالروماجي: Sonoda Umi)
أداء صوتي: سوزوكو ميموري
رين هوشيزورا (باليابانية: 星空 凛، بالروماجي: Hoshizora Rin)
أداء صوتي: ريهو إيدا
ماكي نيشيكينو (باليابانية: 西木野 真姫، بالروماجي:  Nishikino Maki)
أداء صوتي: بايل
نزومي توجي (باليابانية: 東條 希، بالروماجي: Tōjō Nozomi)
أداء صوتي: آينا كوسودا
هانايو كويزومي (باليابانية: 小泉 花陽، بالروماجي: Koizumi Hanayo)
أداء صوتي: يوريكا كوبو
نيكو يازاوا (باليابانية: 矢澤 にこ، بالروماجي: Yazawa Niko)
أداء صوتي: سورا توكوي

### شخصيات أخرى
يوكيهو كوساكا (باليابانية: 高坂 雪穂، بالروماجي: Kōsaka Yukiho)
أداء صوتي: ناو توياما
أريسا أياسي (باليابانية: 絢瀬 亜里沙، بالروماجي: Ayase Arisa)
أداء صوتي: أياني ساكورا
تسوباسا كيرا (باليابانية:  綺羅 ツバサ، بالروماجي: Kira Tsubasa)
أداء صوتي: ميغو ساكوراغاوا
إرينا تودو (باليابانية: 統堂 英玲奈، بالروماجي: Tōdō Erena)
أداء صوتي: ماهو ماتسوناغا
آنجو يوكي (باليابانية: 優木 あんじゅ، بالروماجي: Yūki Anju)
أداء صوتي: أيورو أوهاشي

## وصلات خارجية
- الموقع الرسمي (باليابانية)
- Official worldwide website
- Love Live! School Idol Festival official website (باليابانية)
- Love Live! School Idol Festival official website نسخة محفوظة 8 يونيو 2017 على موقع واي باك مشين.
- Love Live! School Idol Paradise official website نسخة محفوظة 10 يونيو 2016 على موقع واي باك مشين. (باليابانية)
- Love Live! at نيبون إشي سوفت وير

لا توجد روابط لمواقع التواصل الاجتماعي.